# Secondigliano
Secondigliano est un quartier populaire de la ville de Naples, en Campanie.
Le nom vient des mots italiens secondo (second, deuxième) et miglio (mille, unité de longueur). Bâti entre les années 1970 et les années 1980, situé au nord de la capitale campanienne, ce quartier défavorisé est peuplé d'environ 55 000 habitants, pour la plupart des familles vivant dans des conditions très précaires.
Dans cette zone, qui ressemble fortement au quartier voisin de Scampia, la camorra est fortement implantée et règne en maître, recrutant de nombreux adolescents et jeunes adultes prêts à tout pour améliorer leur quotidien mais qui sont souvent les premières victimes lors des guerres de clans ou faides, par exemple la faide de Scampia. 
En effet, à Secondigliano, où le taux de chômage dépasse largement la moyenne nationale et où le travail au noir est très élevé, le trafic de drogue occupe une place importante. C'est une activité illicite très lucrative : le clan de Paolo Di Lauro, puissant patron de la camorra qui contrôlait diverses zones de Naples dont Secondigliano jusqu'au milieu des années 2000, empochait environ 500 000 € par jour rien qu'avec le trafic et la vente de stupéfiants.